# Indeks loma
Indeks loma (oznaka n) je bezdimenzionalna fizikalna veličina koja opisuje međudjelovanje svjetlosti i optički prozirne tvari, a definirana je kao omjer brzine svjetlosti u vakuumu c i brzine svjetlosti u tvari v:
{\displaystyle n={\frac {c}{v}}}
Posljedica je promjene brzine svjetlosti promjena pravca njezina širenja pri prelasku iz jednoga optičkog sredstva u drugo. Što je indeks loma veći, veća je promjena pravca, odnosno veći je lom svjetlosti (refrakcija). Indeks loma može se s pomoću Snelliusova zakona odrediti iz geometrijskih odnosa kutova zraka svjetlosti prema površini sredstva u kojem dolazi do loma:
{\displaystyle {\frac {n_{2}}{n_{1}}}={\frac {\sin \theta _{1}}{\sin \theta _{2}}}={\frac {v_{1}}{v_{2}}}}
gdje je: θ1 - upadni kut prema okomici na površinu sredstva, θ1 - kut loma, n1 - indeks loma optičkoga sredstva iz kojega svjetlost dolazi, a n2 - indeks loma optičkoga sredstva u koje svjetlost ulazi. Često se rabi relativni indeks loma, koji je jednak omjeru indeksa loma dvaju sredstava: 
{\displaystyle n_{r}=n_{21}={\frac {n_{2}}{n_{1}}}}
Svjetlost se u nekoj tvari širi brzinom:
{\displaystyle v={c \over {\sqrt {\mu _{r}\cdot \varepsilon _{r}}}}}
gdje je: εr - relativna dielektrična permitivnost tvari, a μr - relativna magnetska permeabilnost. Kako za relativnu magnetsku permeabilnost u optički prozirnom sredstvu vrijedi μr ≈ 1, proizlazi da indeks loma ovisi samo o relativnoj dielektričnoj permitivnosti: 
{\displaystyle n={\sqrt {\varepsilon _{r}}}}
Međutim, za mnoge tvari dolazi do odstupanja od toga izraza, zbog postojanja električnih dipola u dielektricima i ovisnosti relativne dielektrične permitivnosti o frekvenciji svjetlosti.
Indeks loma materijala je broj koji pokazuje koliko puta je brzina svjetlosti u nekoj sredini manja od brzine u vakuumu. Lom je najočiglednija manifestacija promjene brzine svjetlosti elektromagnetskog zračenja pri prelasku iz jedne sredine u drugu.
Indeks loma zavisi od frekvencije svjetlosti što se eksperimentalno pokazuje u pojavi spektra kada se zrak polikromatske (bijele) svjetlosti propusti kroz prizmu.
Indeks loma je važna osobina materijala i mjeri se pomoću refraktometra.

## Indeks loma nekih materijala
Brzina svjetlosti je u vakuumu c = 300 000 km/s, a brzina svjetlosti u vodi c2 = 3/4 c, pa je indeks loma za vodu: 
{\displaystyle n={\frac {c}{{\frac {3}{4}}\cdot c}}={\frac {4}{3}}=1,33}
Brzina svjetlosti u staklu je približno 2/3 brzine svjetlosti u vakuumu, pa je indeks loma za staklo 3/2 = 1,5. Indeks loma za led je 1,31, za kvarcno staklo od 1,7 do 1,9, za krunsko staklo 1,51. Što je indeks loma neke tvari veći, to se svjetlost u toj tvari jače lomi. Kad zraka svjetlosti prelazi iz vakuuma u bilo koje prozirno sredstvo, ona se lomi prema okomici. Svjetlost ima najveću brzinu u vakuumu, a manju u svim drugim prozirnim sredstvima.
| Materijal                                         | λ (nm)       | n                 | Ref.              |
| ------------------------------------------------- | ------------ | ----------------- | ----------------- |
| Vakuum                                            |              | 1 (po definiciji) |                   |
| Zrak kod standardnih uvjeta                       |              | 1,000277          |                   |
| Plinovi kod 0 °C i 1 atm                          |              |                   |                   |
| Zemljina atmosfera                                | 589,29       | 1,000293          | [ 3 ]             |
| Ugljikov dioksid                                  | 589,29       | 1,001             | [ 4 ] [ 5 ] [ 6 ] |
| Helij                                             | 58,.29       | 1,000036          | [ 3 ]             |
| Vodik                                             | 589,29       | 1,000132          | [ 3 ]             |
| Tekućine kod 20 °C                                |              |                   |                   |
| Arsenijev trisulfid i sumpor u metilenovom jodidu |              | 1,9               | [ 7 ]             |
| Benzen                                            | 589,29       | 1,501             | [ 3 ]             |
| Ugljikov disulfid                                 | 589,29       | 1,628             | [ 3 ]             |
| Ugljikov tetraklorid                              | 589,29       | 1,461             | [ 3 ]             |
| Etanol (alkohol)                                  | 589,29       | 1,361             | [ 3 ]             |
| Silicijevo ulje                                   |              | 1,336–1,582       | [ 8 ]             |
| Voda                                              | 589,29       | 1,330             | [ 3 ]             |
| 10% otopina glukoze u vodi                        | 589,29       | 1,3477            | [ 9 ]             |
| 20% otopina glukoze u vodi                        | 589,29       | 1,3635            | [ 9 ]             |
| 60% otopina glukoze u vodi                        | 589,29       | 1,4394            | [ 9 ]             |
| Krutine na sobnoj temperaturi                     |              |                   |                   |
| Titanijev dioksid (rutil)                         | 589,29       | 2,614             | [ 10 ] [ 11 ]     |
| Dijamant                                          | 589,29       | 2,419             | [ 3 ]             |
| Silicijev karbid (moisanit)                       |              | 2,65–2,69         |                   |
| Stroncijev titanat                                | 589,29       | 2,41              | [ 12 ]            |
| Jantar                                            | 589,29       | 1,55              | [ 3 ]             |
| Silicijevo staklo                                 | 589,29       | 1,458             | [ 3 ] [ 13 ]      |
| Natrijev klorid                                   | 589,29       | 1,544             | [ 14 ]            |
| Ostali materijali                                 |              |                   |                   |
| Ukapljeni helij                                   |              | 1,025             |                   |
| Vodeni led                                        |              | 1,31              |                   |
| TFE/PDD (Teflon AF)                               |              | 1,315             | [ 15 ] [ 16 ]     |
| Kriolit                                           |              | 1,338             |                   |
| Aceton                                            |              | 1,36              |                   |
| Etanol                                            |              | 1.36              |                   |
| Politetrafluoretilen (teflon)                     |              | 1,35–1,38         | [ 17 ]            |
| Otopina šećera, 25%                               |              | 1.3723            | [ 18 ]            |
| Rožnica (ljudska)                                 |              | 1,373/1,380/1,401 | [ 19 ]            |
| Leća (ljudska)                                    |              | 1,386–1,406       |                   |
| Kerozin                                           |              | 1,39              |                   |
| Otopina šećera, 50%                               |              | 1,4200            | [ 18 ]            |
| Pyrex (borosilikatno staklo)                      |              | 1,470             | [ 20 ]            |
| Glicerol                                          |              | 1,4729            |                   |
| Otopina šećera, 75%                               |              | 1,4774            | [ 18 ]            |
| Akrilno staklo                                    |              | 1,490–1,492       |                   |
| Krunsko staklo (čisto)]                           |              | 1,50–1,54         |                   |
| Halit (kamena sol)                                |              | 1,516             |                   |
| Polietilentereftalat (PET)                        |              | 1,5750            |                   |
| Polikarbonati                                     |              | 1,60              |                   |
| Flintsko staklo (čisto)                           |              | 1,60–1,62         |                   |
| Brom                                              |              | 1,661             |                   |
| Flintsko staklo (nečisto)                         |              | 1,523–1,925       |                   |
| Safir                                             |              | 1,762–1,778       |                   |
| Borov nitrid                                      |              | 2-2,14            | [ 21 ]            |
| Cirkonijev dioksid                                |              | 2,15–2,18         | [ 22 ]            |
| Kalijev niobate (KNbO3)                           |              | 2,28              |                   |
| Cinkov oksid                                      | 390          | 2,4               |                   |
| Cinabarit (živin sulfid)                          |              | 3,02              |                   |
| Silicij                                           | 1200 - 8500  | 3,42–3,48         | [ 23 ]            |
| Galij(III) fosfid                                 |              | 3,5               |                   |
| Galij(III) arsenid                                |              | 3,927             |                   |
| Germanij                                          | 3000 - 16000 | 4,05–4,01         | [ 24 ]            |

## Vanjske poveznice
|  | Zajednički poslužitelj ima još gradiva o temi Indeks loma |